# 자립형 사립 고등학교
정식 명칭은 자립형 사립 고등학교 시범학교이다.  통상 시범학교는 빼고 말한다.  자립형 사립 고등학교(自立形私立高等學校, 또는 약칭하여 자립형 사립고/자사고/자립고)는 대한민국 고등학교의 한 형태로, 정부 지원금이 없이 독립된 재정과 독립된 교과과정으로 임시적으로 운영되는 시범형태의 학교이다.
학교 재단은 최소 25%(현행은 20%로 감소됨)의 법인전입금을 출원해야하므로 경제적 부담이 매우 크다.  자립형 사립고는 고등학교 평준화 이후 발생한 문제점을 해결하기 위해 도입되었으며, 학교 재정의 상당부분을 학생 등록금에 의지한다. 교육과학기술부의 영향을 받지 않는 교육이 가능하지만, 재정을 충당하기 위해 학생의 부담이 큰 편이기 때문에 귀족 학교로 비판받고 있다. 하지만 일부에서는 등록금에 비해 높은 수준의 교육을 받기 때문에, 적절하다고 보는 시각도 있다.
자립형 사립고는 2011학년도부터 자율형 사립고로 모두 전환되면서 폐지되었다.

## 자립형 사립 고등학교의 역사

### 자립형 사립 고등학교의 지정
2002년 민족사관고등학교, 광양제철고등학교, 포항제철고등학교가 자립형 사립 고등학교로 전환, 운영되었으며 이듬해인 2003년 해운대고등학교, 현대청운고등학교, 상산고등학교가 추가로 지정되었다. 2010년부터 하나고등학교가 추가 지정되었고, 해운대고등학교는 재단의 경제적인 부담으로 인하여 2010년 자율형 사립 고등학교로 자진전환하였다. 2011학년도부터 한국외국어대학교부속 용인외국어고등학교가 용인한국외국어대학교부설고등학교(외대부고)로 개명함과 함께 자립형 사립 고등학교로 전환하였고 기타 자립형 사립 고등학교 시범학교들이 자율형 사립 고등학교로 강제전환되었다.

## 자립형 사립고의 특징
- 1. 학생 선발권

자립형 사립고는 학생 선발의 자유를 가진다. 이는 해당 광역시 또는 도에 한정하여 학생을 선발하는 과학 고등학교와는 다른 특징으로, 광양제철고와 포항제철고를 제외한 자립형 사립고는 전국단위로 학생을 선발한다. 광양제철고와 포항제철고는 소재 지역에 한정하여 학생을 선발하고 있다. 대개 학생 선발 방식은 중학교 내신성적과 자체 집필시험성적의 합산을 통한 평가방식이다. 대개 선발을 2단계로 나누어 진행하며, 1차시험에서는 오로지 중학교 학업에 대한 서류를 평가하며 2차시험에서는 각 학교로 학생들이 모여 각 학교에서 자체적으로 마련한 필기시험을 본다. 일반적으로 중학교 내신성적이 10% 내외의 상위권 학생들이 1차시험을 통과한다고 알려져 있다.
- 2. 교육과정 재량권

자립형 사립고의 교육과정은 교육당국이 관여하지 않으며, 학교 스스로 편성한다. 다만 국민공통교육과정 56단위에 한해서는 필수적으로 학생들이 이수해야한다. 교육과정은 자율이지만, 민사고를 제외한 자립형 사립고는 일반계 고등학교 교육과정에서 크게 다르지 않다. 민사고는 AP교육 등을 실시하고 있으며 무학년제를 운영하여 학생들이 학년에 구애받지 않고 실력에 따라 과목을 선택하도록 배려하고 있으며 여러 대학교 교양과정을 개설하고 있다. 상산고는 과학고 학생들이 배우는 고급수학과 고급과학, 과학실험 과목을 개설하고 있지만 이 과목들은 고등학교 교육과정을 보충하는 성격이 짙으며 상산고의 교육과정의 핵심은 대학진학, 수능성적 높이는 일반계 교육과정과 비슷하다.
- 3. 높은 이과학생 비중

일반계 고등학교에서 인문사회계열 집중이수 학생(문과 학생)과 이공계열 집중이수 학생(이과 학생) 수를 비교해보면 문과학생 비율이 압도적으로 높다. 하지만 자립형 사립고등학교에서는 이과학생과 문과학생 비율이 대략적으로 2:1이다. 뿐만 아니라 이공계열 대학 진학률도 상당히 높다. 아마 특목고와의 경쟁에서 이러한 형태가 발생한 것으로 보인다. 우선 과학고는 한 학교의 정원이 70명 내외로 무척 적은데다가 학교 수도 적다. 하지만 외고는 한 학교의 정원이 400명 가까운데다가 학교수도 과학고에 비해 무척 많다. 그래서 과학고가 흡수하지 못하는 이과학생들이 자립형 사립고로 몰린다. 또 과학고 진학시에는 의대, 치대, 한의대 진학이 무척 불리하기 때문에 자립형 사립고에서 의대, 치대, 한의대, 약대 진학을 노린 이과학생들이 모이기 때문에 이러한 현상이 발생한 것이다.

## 비판

### 등록금
자립형 사립고라는 단어에는 재정에 관해 독립적이라는 의미가 가장 크다. 이러한 재정의 자립을 위해 자립형 사립고는 그 등록금을 일반 인문계 고등학교의 300%까지 징수할 수 있게 하였다. 이 300%라는 수치는 종래 일반 인문계 고등학교가 등록금이 1이라면 정부의 지원이 2인데, 자립형 사립고는 정부의 지원이 없으니 등록금에서 3을 받을 수 있게 하자는 것에서 나왔다고 한다. 이러한 등록금의 차이는 자립형 사립고 학생들의 사교육 등과 합쳐지면서 결국 교육비가 일반 고등학생에 비해 크게 차이나게 되었고, 이러한 차이는 교육격차를 더욱 심화시킬 수 있다는 우려의 목소리를 불러 일으키고 있다.

## 같이 보기
- 차터 스쿨
- 미셸 리